# Marokken
De Marokken is een woonwijk in Mechelen-Noord te Mechelen.

## Geschiedenis

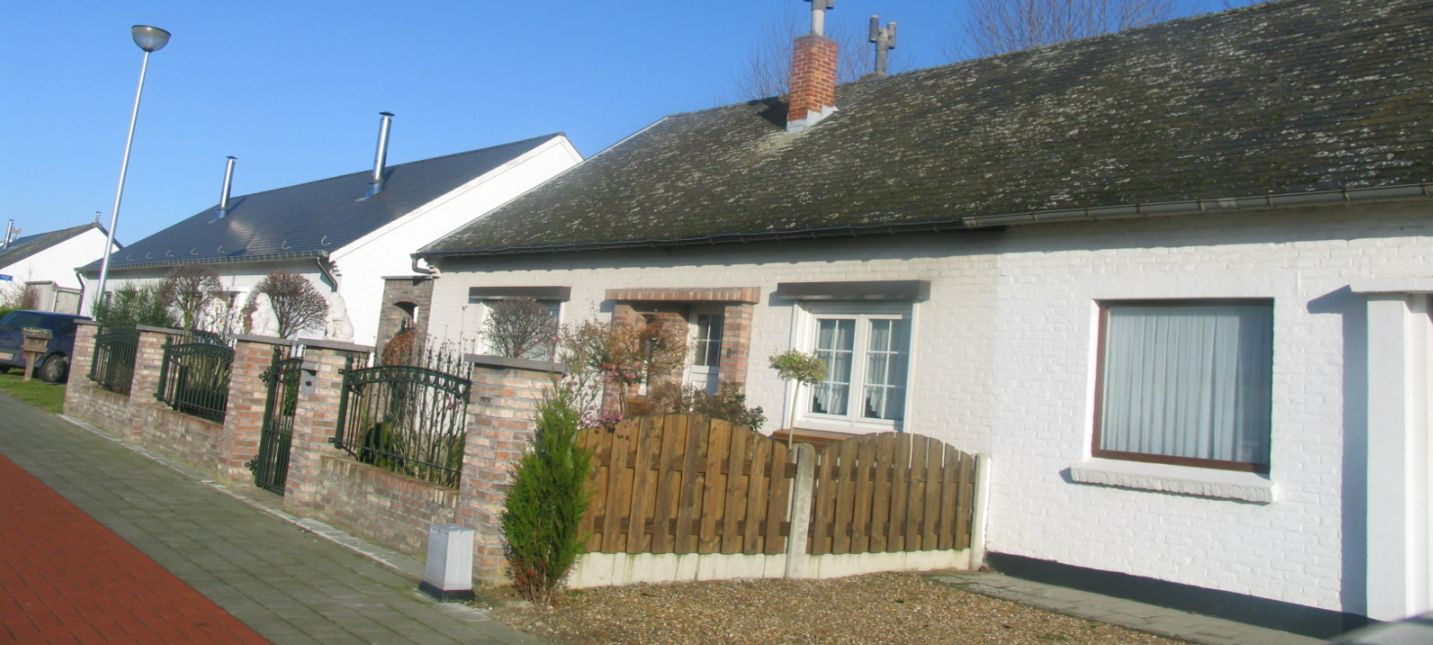
De wijk Marokken

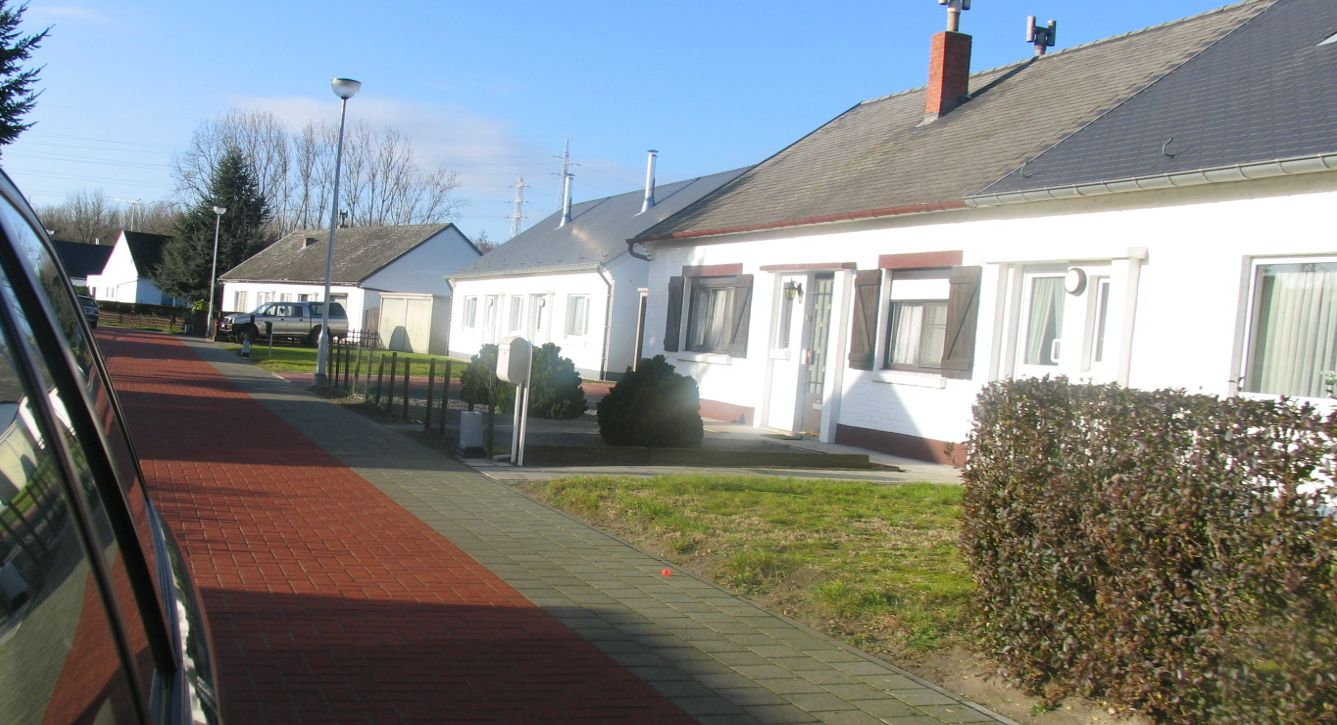
De wijk Marokken

De wijk bestaat uit een kleine honderd huizen.
De geschiedenis van deze wijk gaat terug tot 1918. Na het einde van de Eerste Wereldoorlog werden in de omgeving Electriciteitsstraat-Schorsmolenstraat houten huisjes opgericht om oorlogsslachtoffers onderdak te verschaffen. In de volksmond noemde men deze woningen "huizekes van de gerepatrouilleerden". De stadsbestuurders kenden de wijk de naam "Maroc" toe, naar analogie met het land Marokko.
Op de plaats waar momenteel de gebouwen staan van de elektriciteitsmaatschappij Iverlek, dichter naar de Dijle toe, bouwde men rond dezelfde periode eenzelfde woonwijk met de naam "Algérie". Deze wijk verdween relatief vlug, maar de wijk Maroc werd in 1946 volledig heropgebouwd en er verrezen stenen woningen in plaats van houten, die afgebroken werden in 1940.
De naam Maroc werd evenwel nooit gebruikt door de inwoners. De mensen gebruikten in de plaats al snel de meervoudige term "Marokken".
De huisjes en de wegeninfrastructuur werden in de periode 2001-2005 nogmaals grondig gerenoveerd. Tegenwoordig probeert men meer en meer de naam Schorsvelden voor deze plaats te introduceren.
Mechelen-Noord · Mechelen-Zuid · Mechelen-Centrum · Tervuursesteenweg · Battel · Nekkerspoel · Arsenaal
Woonwijken buiten het centrum: Otterbeek · Katanga · Oud Oefenplein · Kauwendael · Galgenberg · Marokken (Schorsvelden) · Stuivenberg
Historische buitenwijken: Halfgalg · Geerdegem · Auwegem · Pennepoel · Nekkerspoel · Hanswijk · Zennegat